# 沈寶環
沈寶環（1919年6月17日—2004年9月9日），號培基，圖書資訊學教育家，湖北省武昌縣人。

## 簡歷
畢業於上海聖約翰大學後，在1947年通過教育部舉行的留學考試，留學美國。1947－1955年間，先後在丹佛大學攻讀圖書館學碩士學位與教育學博士學位。1955年響應政府號召，回台灣服務。

## 逸事
1919年出生圖書教育世家，是中國第一所圖書館學校-文華圖書館專科學校沈祖榮校長的公子。曾在美國丹佛大學圖書館擔任一級館員。在1955年列名「美國圖書館名人錄」Who’s Who in Library Service 1995。1950年代至80年代初，被台灣圖書館界譽為「圖書館新知的導師」、「圖書館界的巨擘」的沈教授，提倡圖書館科學化的管理。擔任東海大學圖書館館長期間首創「圖書館開架式閱讀服務」，開啟台灣的圖書館閱讀服務事業。一生為台灣圖書館教育學界奉獻心力，造就無數英才，2004年9月9日在美國與世長辭。